# Feu à occultations
Un feu à occultations est un type de feu qui est par définition allumé en permanence sauf pendant de brèves intermittences, sur une période de temps donnée. La plupart des phares et certaines balises utilisées en navigation maritime utilisent de tels feux pour indiquer une position ou un cap  donné aux navigateurs.
En outre, chaque phare dispose en principe d'une identification propre, déterminée par un nombre variable d'occultations sur une période donnée, ce qui permet aux navigateurs de savoir où ils sont, étant donné que les identifications des phares sont reportées sur les cartes marines et dans le livre des feux, tous deux édités par le SHOM en France.
L'expression "2+1 occ 12s" signifie que sur une période de 12 secondes, le phare cessera brièvement d'être allumé deux fois, puis une fois.
Pour ne pas se tromper en mer, et confondre le feu à occultations avec le feu à éclats par exemple, on peut se rappeler que le verbe occulter signifie aussi cacher, une occultation agissant comme un cache que l'on disposerait brièvement devant une lumière. On peut aussi penser à l'utilisation du terme occulter pour décrire une éclipse solaire ou lunaire, celle-ci étant très brève par rapport à la période ou l'astre est visible.